# Rădăcină
Pentru alte sensuri, vedeți Rădăcină (dezambiguizare).

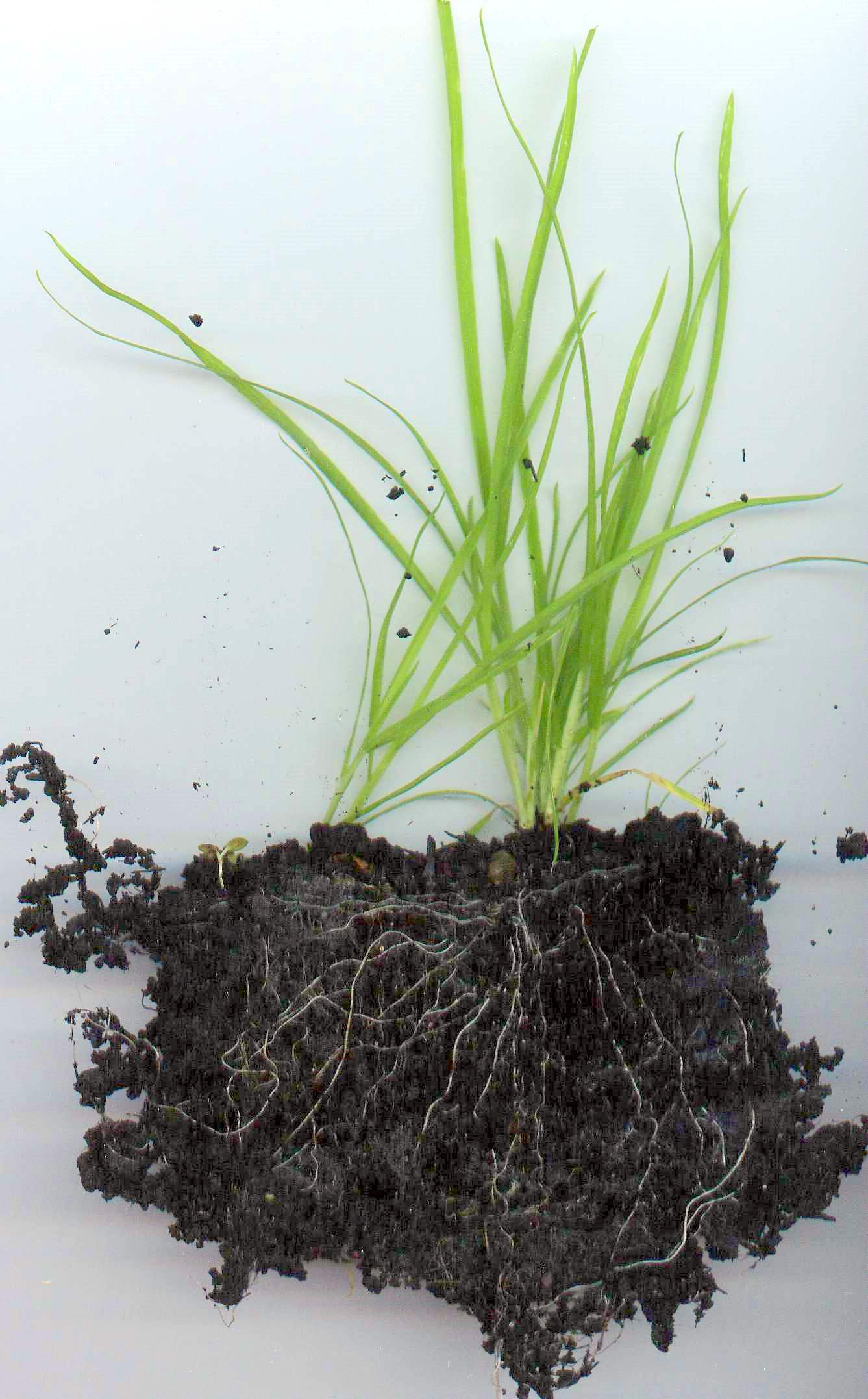
Exemplu de rădăcină

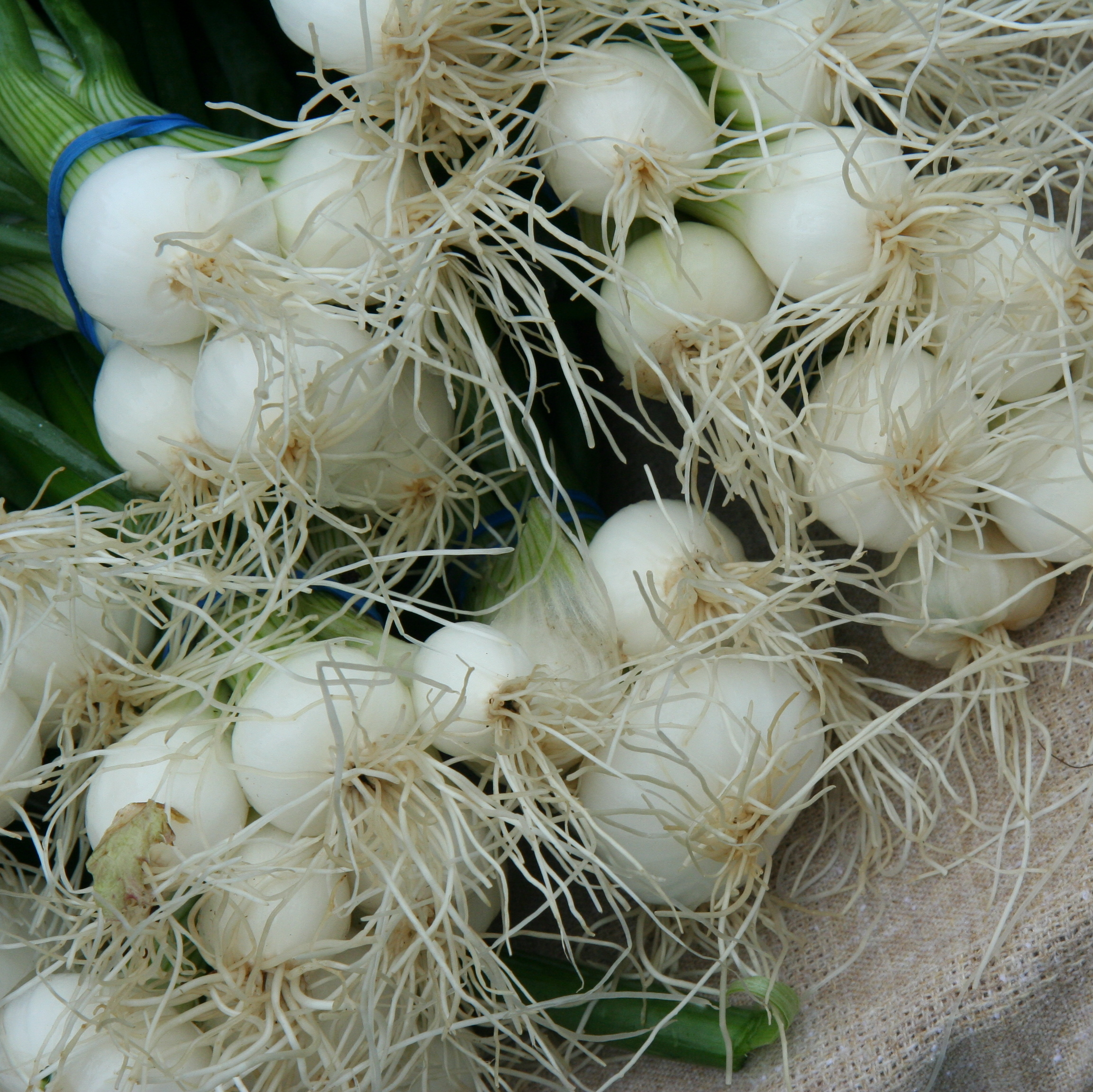
Bulbi de ceapă cu rădăcini

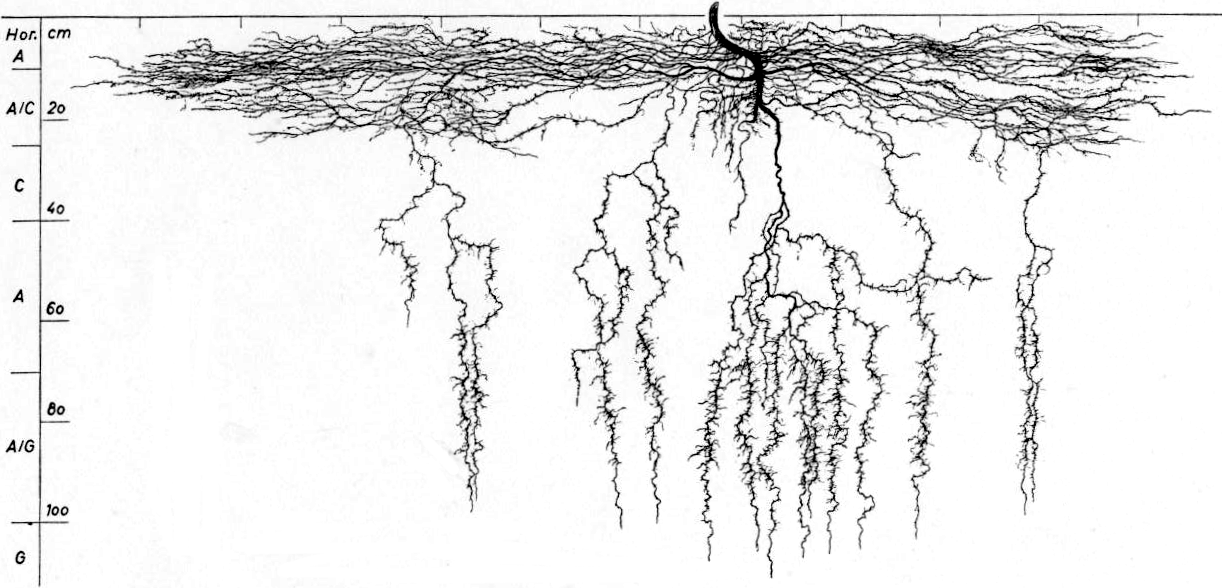
Rădăcină de Cannabis sativa

Rădăcina este un organ vegetativ al plantelor superioare. Crește, de obicei, în sol și are ca funcții specifice fixarea plantei la substrat și absorbția din sol a apei cu sărurile minerale. La unele plante de apă rădăcina nu mai are rol de fixare, acestea devenind natante, pătrunderea soluțiilor cu săruri minerale având loc prin tulpini sau frunze..

## Caracteristici
Majoritatea rădăcinilor se caracterizează prin faptul că se dezvoltă în sol, are geotropism pozitiv (este orientată către centrul pământului), nu are pigmenți asimilatori, nu prezintă muguri sau frunze pe suprafața sa, nu are noduri și nici internoduri.De asemenea,sunt și rădăcini aeriene care se diferențiază prin faptul că se dezvoltă în direcție independentă față de centrul pământului, (se cațără pe suporturi), absoarbe apa din aer, și îi lipsește stratul protector la capătul rădăcinii numit piloriză. În rest ele au aceleași caracteristici ca și celelalte rădăcini.

## Funcții
Rădăcina este adaptată pentru îndeplinirea a două funcții principale: una de natură mecanică, de fixare a plantei în sol și alta vitală, de a absorbi apa și substanțele minerale dizolvate în aceasta. Rădăcina contribuie la metabolismul plantei. În afara funcțiilor specifice, rădăcinile metamorfozate ale unor plante pot servi la depozitarea substanțelor de rezervă, iar altele stabilesc legături fiziologice cu ciupercile și cu bacteriile din sol.

## Morfologie
Pe suprafața unei rădăcini tinere se pot distinge mai multe zone:
- Piloriza, (numită și caliptră sau scufie) este formată dintr-un țesut special, parțial suberificat, care acoperă și protejează vârful vegetativ al rădăcinii și facilitează pătrunderea vârfului rădăcinii în sol. La plantele acvatice piloriza lipsește, fiind înlocuită de rizomitră, care nu se uzează și nici nu se regenerează. Piloriza lipsește și la plantele parazite.
- Vârful vegetativ, situat imediat sub piloriză, este format din meristeme primordiale, care ulterior vor genera meristemele primare.
- Regiunea netedă, (zona de creștere) aflată deasupra vârfului vegetativ, reprezintă zona de creștere în lungime a rădăcinii.Această zonă ocupă aproximativ 1,5 mm.
- Regiunea piliferă (zona perișorilor absorbanți), acoperită cu un mare număr de perișori absorbanți unicelulari care vor ajunge la maturitate în 2-3 zile sau în 30-40 ore și pot dura trei săptămâni sau 12 zile. Numărul perișorilor absorbanți variază de la o specie la alta (la plantele mici sunt puțini, iar la plantele mari și arbori sunt foarte mulți). În cazul rădăcinilor care se dezvoltă în mediul acvatic, nu are loc formarea perișorilor absorbanți. Nici la plantele epifite nu se dezvoltă perișori absorbanți, locul acestora fiind luat de un țesut special (velamen radicum).
- Regiunea aspră, cuprinde zona în care meristemele primare se diferențiază în țesuturi definitive (specializate): rizoderma, scoarța și cilindrul central.
- Regiunea coletului, este cea care face trecerea de la rădăcină la tulpină. Ea are o întindere mică și la multe plante nu se distinge morfologic.[4]

## Ramificația rădăcinii

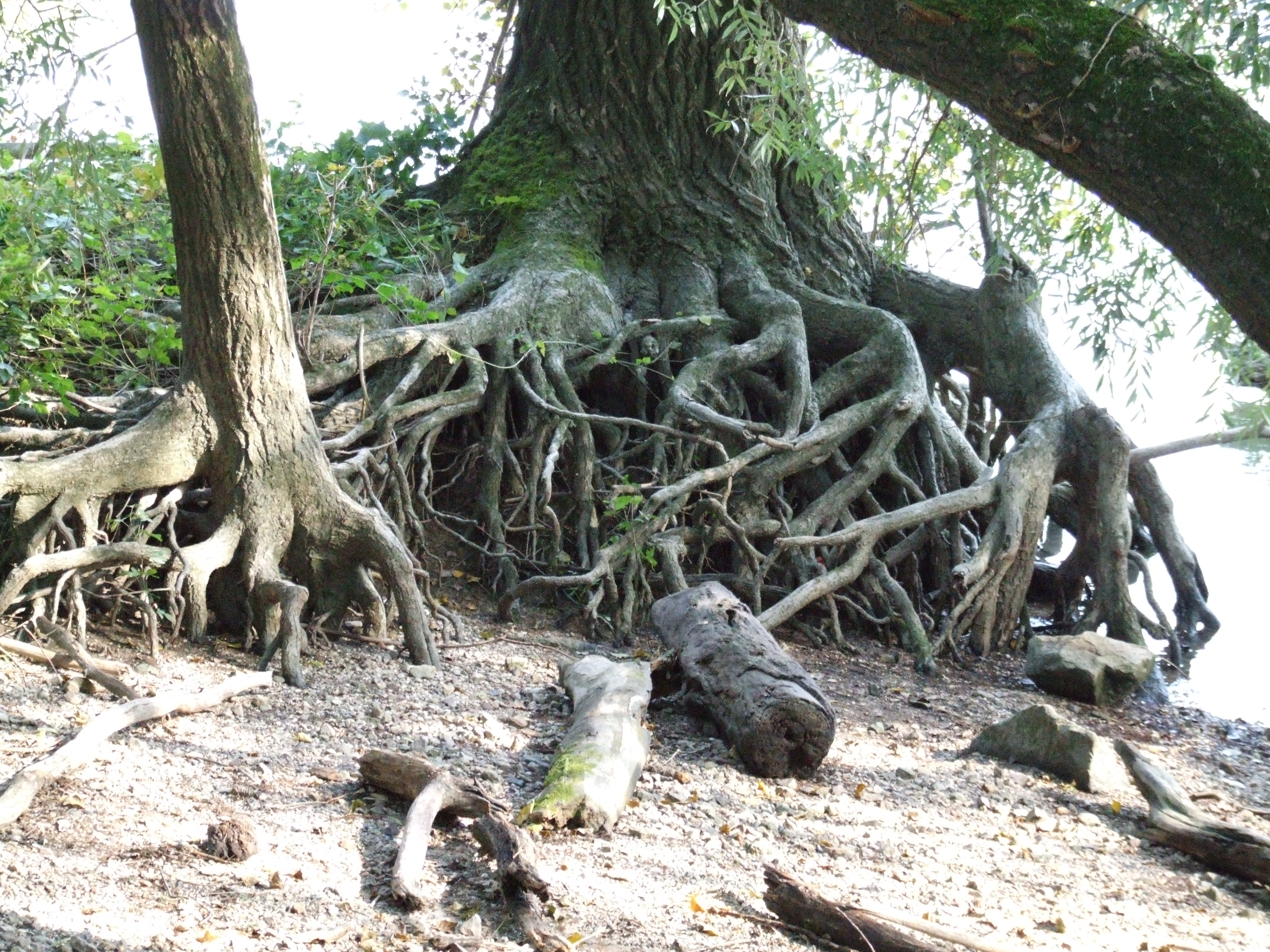

În funcție de geneza și dispoziția radicelelor, se disting la rădăcină două tipuri fundamentale de ramificație: dicotomică și monopodială care se deosebesc fundamental între ele prin faptul că ramificația monopodială prezintă o succesiune de rădăcini de aceeași valoare morfologică, pe când în cazul ramificației dicotomice, fiecare radicelă reprezintă numai o parte din rădăcina principală.
Ramificația dicotomică este caracteristică rădăcinilor de plante din familia Lycopodiaceae, Selaginellaceae și Isoetaceae. Vârful vegetativ al rădăcinii acestora se bifurcă în două ramuri identice, (fiecare cu piloriza sa), care se bifurcă la rândul lor în alte două ramuri, etc.
Ramificația monopodială se întâlnește la majoritatea plantelor și se caracterizează prin faptul că axa rădăcinii principale continuă să se alungească, iar pe această axă apar, (perpendicular sau oblic), ramificații de ordinul I, apoi pe aceste de ordinul II, etc, ramificații numite radicele sau rădăcini laterale. Radicelele se formează de regulă în dreptul fasciculelor lemnoase, fiind dispuse în ortostihuri (șiruri longitudinale).

## Tipuri morfologice de rădăcini
În funcție de raportul care există între rădăcina principală și radicele, se disting mai multe forme de rădăcini:
- rădăcini pivotante, sunt cele la care axa principală se dezvoltă foarte mult în raport cu gradul de dezvoltare al radicelelor,și au forma unui țăruș (la morcov, lucernă, sfeclă de zahăr, bumbac, păpădie);
- rădăcini rămuroase, sunt cele la care radicelele au o dezvoltare egală cu cea a rădăcinii principale (la molid și la majoritatea arborilor din pădurile de foioase);
- rădăcini fasciculate rădăcini firoase, sunt cele la care locul rădăcinii principale este luat de radicele sau de alte rădăcini care se formează la baza tulpinii, constituind mănunchiuri de rădăcini. Sunt caracteristice pentru gramineele cultivate, (grâu, porumb, orz, etc) dar și pentru plantele cu bulbi, (ceapă, crin, lalea, zambilă, etc).

Rădăcinile normale își au originea în radicula embrionului, dar există și rădăcini adventive, care se formează pe tulpini, ramuri sau frunze. Ele se pot dezvolta pe tulpini aeriene (iederă), pe tulpini subterane (rizomi, bulbi), la nivelul nodului de înfrățire (graminee), pe ramuri (Ficus) sau pe frunze (Bryonia).
După modul de ramificare, radacinile pot fi
1. pivotante
2. firoase
3. ramuroase

Rădăcinile mai pot fi împărțite, în funcție de ramificației, și în următoarele feluri:
- Pivotante - rădăcină primară din care se trag rădăcini laterale numite și secundare;
- Firoase - sitem de rădăcini de mărimi egale care dezvoltă rădăcini laterale numite și secundare;
- Aeriene - rădăcini ce nu cresc în pământ, ci se cațără pe suporturi și absorb apa din aer;
- Proptitoare - un tip particular de rădăcini aeriene care crește din tulpină in aer apoi în pămînt. O astfel de formă permite plantei o ancorare mai puternică în sol. Acest tip de rădăcini se întîlnește la mangrove;
- Adventivă - tip de rădăcini ce crește direct din bulb.

## Anatomie
Rădăcinile sunt structuri vegetale subterane sau aeriene compuse în principal din scoarță (la exterior) și din țesut parenchimatic (la interior). Rădăcinile groase seamănă cu structura ramurilor plantelor lemnoase, întrucât de la nivelul principal al rădăcinii se formează structura de bază a tulpinii și, prin extensie, a crengilor.
Rădăcinile mici, ale plantelor ierboase, de exemplu, sunt acoperite numai de un rizoderm (numit și epidermă radiculară). Vârful rădăcinii se termină cu apexul. Interiorul rădăcinii este ocupat în majoritate de cilindrul central format din parenchim și vasele liberiene și lemnoase. La exterior se remarcă scoarța, perii absorbanți. Perii absorbanți preiau apa și sărurile minerale din sol pe care le transferă către celulele din interior. Aceste substanțe nutritive ajung în vasele lemnoase de unde sunt purtate către restul structurilor plantei, până la frunze. Aici au loc procese biochimice complexe în urma cărora rezultă compuși nutritivi care sunt transportați prin vasele liberiene către celelalte structuri morfologice ale plantei, a căror creștere și dezvoltare depinde de aceștia. Toate rădăcinile au o creștere primară sau o creștere în lungime. Rădăcinile multor plante vasculare, mai ales dicotiledonate sau gimnosperme, adesea prezintă creștere secundară, care este, în fapt, o creștere în diametru. Creșterea secundară apare pe fondul maturizării plantei, fiind vizibilă la plantele lemnoase (arbori, arbuști). 

## Fiziologie
Creșterea rădăcinii este spre directia de acțiune a forței de gravitație. Creșterea este orientată spre zone de sol bogate în apă și elemente minerale (chimio și hidro-tropism pozitiv). Rădăcina are capacitatea de a forma micorize si nodozități.